# Variations sur le nom « Abegg »
Pour les articles homonymes, voir Abegg.
 (mai 2019).
- Si vous ne connaissez pas le sujet, laissez ce bandeau (vous pouvez alors contacter les auteurs).
- Si vous supprimez le contenu mis en cause (vous pouvez préalablement contacter les auteurs),

argumentez précisément cette suppression dans la page de discussion
(un manque de référence n'est pas un argument ; une recherche réelle de référence doit avoir été effectuée, être formellement documentée).
 (mai 2019).
Si vous disposez d'ouvrages ou d'articles de référence ou si vous connaissez des sites web de qualité traitant du thème abordé ici, merci de compléter l'article en donnant les références utiles à sa vérifiabilité et en les liant à la section « Notes et références ».

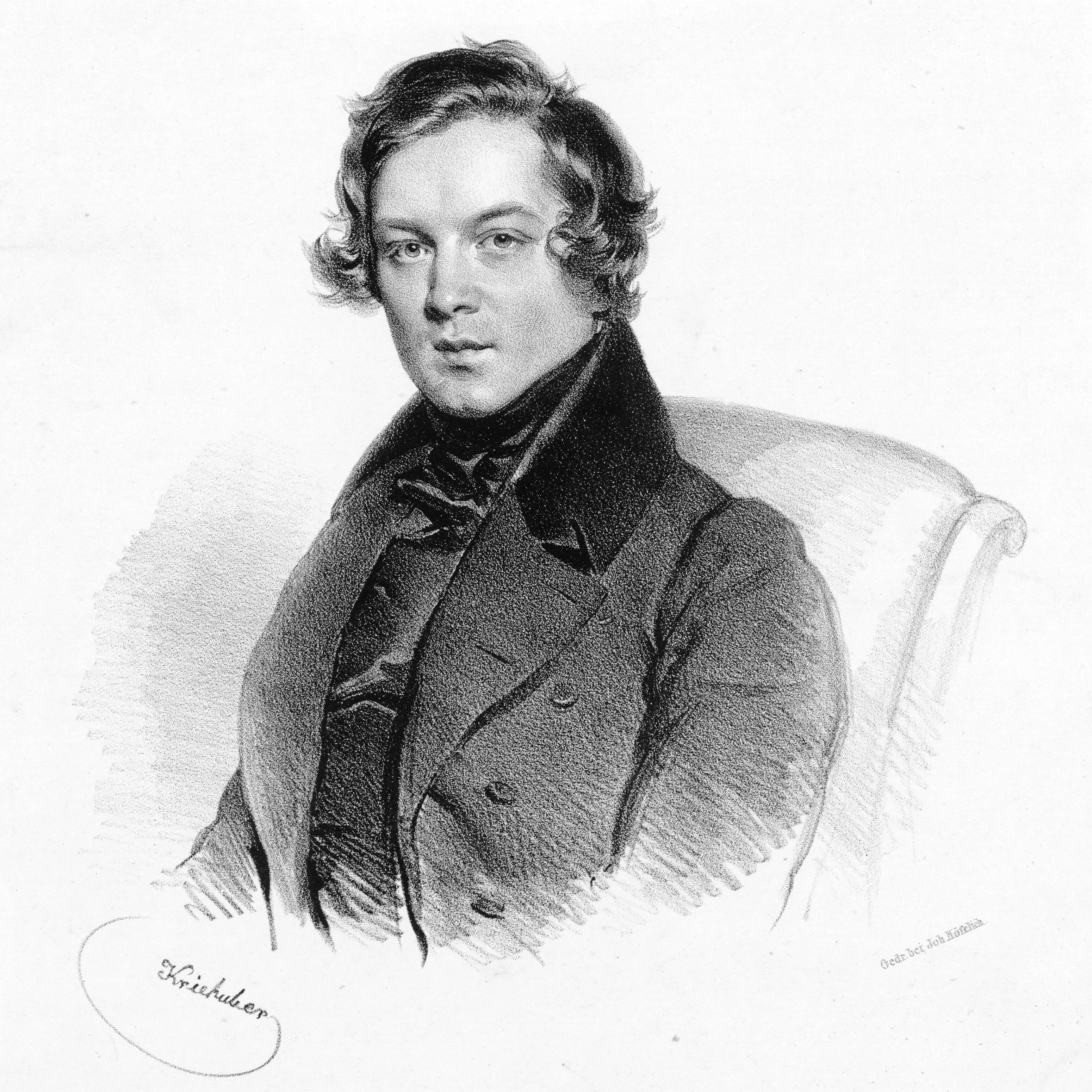
Robert Schumann, vers 1839.

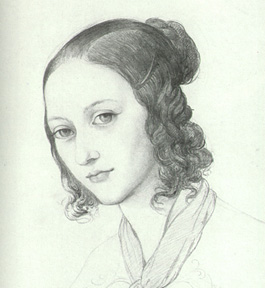
Clara Schumann, dans les années 1830.

Les Variations sur le nom « Abegg » en fa majeur pour piano ont été écrites entre 1829 et 1830 par Robert Schumann, et publiées comme son opus 1.

## À propos de la musique
Le nom est censé se référer à une amie imaginaire de Schumann, Meta Abegg, dont le nom de famille a été utilisé par Schumann comme base motivique de la pièce. Le nom de Meta est considéré comme une anagramme du mot « Tema ». Toutefois, il existe de nombreux doutes sur le nom de l'amie de Schumann, Meta Abegg.[réf. nécessaire]
Il est également possible qu'il s'agisse de Pauline von Abegg, qui a rencontré Schumann quand il avait vingt ans : celui-ci aurait dédié cette œuvre à Pauline, comme en témoigne par exemple l'édition de Clara Schumann des œuvres pour piano de son mari.[réf. nécessaire]
Les cinq premières notes du thème sont ABEGG (il s'agit ici de la notation allemande : le B correspond au si , ou -flat en anglais) : 

Les variations sur le nom « Abegg » ne sont pas la seule œuvre de Schumann à faire correspondre sons et lettres : le compositeur l'utilise par exemple également dans son Carnaval.

## Structure

### Thème (Tema)
Le mouvement indiqué est Animato. Il s'agit d'une mesure à 3/4, comme dans les trois variations suivantes.
La mélodie ABEGG (la - si bémol - mi - sol - sol) est jouée une première fois mezzoforte à la main droite, en octave, tandis que la main gauche joue les harmonies (avec un rythme de croche, du début à la fin du thème). Cette mélodie est déclinée en trois versions qui s'enchaînent. Le tout est ensuite rejoué pianissimo, toujours à la main droite, mais les octaves sont maintenant arpégés.
Vient ensuite l'inversus de la mélodie ABEGG (sol - sol - mi - si bémol - la), de nouveau décliné en trois versions, le tout rejoué deux fois (la première fois mezzoforte avec en plus un crescendo, la deuxième pianissimo et en arpégeant les octaves de la main droite).
Le lié de la main droite (c'est-à-dire des octaves qui s'enchaînent) est d'une grande importance, puisqu'il s'agit du thème très chantant annonciateur des variations suivantes.[réf. nécessaire]

### Variation 1
Cette première variation, avec la troisième et le final, est celle qui demande le plus de virtuosité (tempo très rapide, sauts de main gauche, doubles croches à la main droite).[réf. nécessaire]
Elle est en deux parties, chaque partie comportant une reprise.
Dans la première partie, les forte et sforzando ne durent que très peu de temps ; ils entrecoupent les phrases piano voire pianissimo. La plus longue phrase, pianissimo (avec un crescendo cependant à la fin) reprend à la main gauche la mélodie ABEGG (la - si bémol - mi - sol - sol) et sa première déclinaison (sol dièse - la - do - fa - fa).
La seconde partie contient de nombreux sforzando (accents) et termine brillamment sur un fortissimo.

### Variation 2
Deux thèmes sont présents dans cette variation : le premier à la main droite, sur les temps (sur chaque noire) et le second à la main gauche, sur chaque contretemps. La variation démarre piano et un lent crescendo mène vers le forte à la troisième mesure. Un diminuendo s'ensuit, sur quatre mesures, pour arriver pianissimo. Le thème de la main gauche devient alors plus aigu que celui de la main droite, ce qui oblige l'interprète à effectuer un croisement de mains.

### Variation 3
Cette variation est la plus rapide de la pièce de Schumann : corrente (en courant) est indiqué au début. La main gauche joue des croches, la droite des sextolets (six doubles croches par temps). La variation commence dans une nuance mezzoforte ; de nombreux éclats (crescendo, forte, fortissimo, sforzando) parcourent la pièce.
Le thème ABEGG est repris de nouveau à la main gauche dans une nuance pianissimo.

### Cantabile
Cette variation est la seule à ne pas conserver la tonalité lumineuse de fa majeur : elle est en fa mineur, dans un tempo assez lent (mais pas trop : non troppo lento, écrit Schumann), et de mesure ternaire, 9/8. Une nouvelle variation de la mélodie ABEGG - en mineur cette fois-ci - fait son apparition : ré (bécarre) - mi bémol - la bémol - do - fa - mi bémol - ré bémol. Deux notes (le mi bémol et le ré bémol) s'ajoutent à la mélodie qui en comptait initialement cinq. Deux autres déclinaisons apparaissent un peu plus loin, toujours à la main droite, et d'une longueur de cinq notes : mi bémol - ré bécarre - fa - la bémol - la bémol, puis ré bécarre - mi bémol - sol - si bémol - si bémol. Ces deux déclinaisons sont accompagnées d'un rythme noire - croche à la main gauche additionné d'un trille à la main droite.[réf. nécessaire]
La variation s'accélère ensuite (accelerando) dans un grand crescendo de cinq mesures. Enfin, elle diminue et ralentit progressivement et se termine pianissimo sur une demi-cadence en fa majeur (cadence suspensive qui prépare le final).

### Finale alla Fantasia
Ce final, dans un tempo vivace, commence par un rythme noire - croche aux deux mains. L'aigu de la main droite, en chromatisme, peut faire penser à une nouvelle déclinaison du thème ABEGG (la - si bémol - si bécarre - do). La main gauche continue d'effectuer ce rythme noire - croche, tandis que la droite exécute plusieurs cascades de doubles croches, tout d'abord pianissimo, puis mezzoforte et enfin forte et fortissimo (ces nuances étant amenées par des crescendo successifs).
De nombreux rebondissements, de nombreuses modulations et « coups de théâtre » parcourent ce final. La mélodie ABEGG est ré-entendue en do dièse majeur (ton très éloigné de la tonalité du morceau : sept dièses à la clé pour do dièse majeur, contre un seul bémol en fa majeur). Enfin, après une coupure provoquant la surprise, deux accords (do - la - mi bémol - fa dièse puis do - si bémol - mi - sol) sont plaqués. Le deuxième accord dure l'équivalent de quatre rondes (plus un point d'orgue), dont les sons meurent l'un après l'autre. Ainsi, la mélodie ABEGG est ré-entendue une dernière fois.[réf. nécessaire]
Le final se termine ensuite dans un très long diminuendo de 13 mesures, passant de mf (mezzoforte) à ppp (triple piano).

## Accueil de l'œuvre et critiques
Rellstab, de la revue IRIS, juge en 1832 que « l'œuvre a été faite par un pianiste habile et qu'il s'agit là d'une composition tout aussi gratifiante et brillante que bien d'autres du même genre de Czerny, Herz et autres, et qui par conséquent mérite la même approbation ».

La critique du journal Wiener Zeitung est encore plus positive : 

« Le compositeur, jeune encore probablement, que nous rencontrons ici pour la première fois, représente un cas exceptionnel de notre époque ; il ne se rattache à aucune école, puise son inspiration en lui-même, ne se pare aucunement des plumes… d'autrui ; il s'est créé un monde idéal au sein duquel il s'ébat de façon quasi espiègle, parfois même avec une singularité originale, et rien que pour cela, parce qu'il possède justement l'unicité du phénix, [on peut considérer qu']il n'est pas indigne de [la colonne consacrée à cette critique]… Rien ne se joue facilement ; l'exécution exige un jeu spécifique ; l'ensemble réclame, si l'on veut atteindre l'impression recherchée, une étude et une pratique attentives. »